# LoveWave
LoveWave (укр. Хвиля кохання) — пісня вірменської співачки Івети Мукучян, з якою вона представляла Вірменію на 61-му пісенному конкурсі Євробачення, проведеному у травні 2016 року в Стокгольмі, Швеція.
Пісню було випущено 30 березня 2016 року лейблом AMPTV на iTunes. Івета стала одним зі співавторів тексту до пісні.

## Реліз
| Регіон | Дата            | Формат           | Лейбл                            |
| ------ | --------------- | ---------------- | -------------------------------- |
| Світ   | 30 березня 2016 | Digital download | AMPTV та Universal Music Denmark |